# It Snows in Hell
 (juillet 2013).
Si vous disposez d'ouvrages ou d'articles de référence ou si vous connaissez des sites web de qualité traitant du thème abordé ici, merci de compléter l'article en donnant les références utiles à sa vérifiabilité et en les liant à la section « Notes et références ».
Singles de Lordi
Would You Love a Monsterman 2006 They Only Come Out At Night
Pistes de The Arockalypse
The Kids Who Wanna Play With The Dead Who's Your Daddy ?
It Snows in Hell est le huitième single de Lordi. Il s'est classé n°2 en Finlande. Il existe sous forme de DVD et de carte postale.

## Chansons
1. It Snows in Hell
2. EviLove

## Clip
Le clip montre une fille supposée être une sorcière et sauvée par lordi

## Membres
It Snows In Hell fut enregistré par:
- Mr. Lordi: chant
- Kita: batterie
- Amen: guitare
- Ox: basse
- Awa: clavier